# 君は坂道の途中で
『君は坂道の途中で』（きみはさかみちのとちゅうで）は、持田あきによる日本の漫画。
『りぼん』（集英社）において、2008年4月号から2009年2月号まで連載された。

## あらすじ
両親の離婚により、いとこの岩倉景政を頼って、坂道の多い小さな街で暮らしている竹下亜由。彼女の通う高校に、工藤千治という少年が転校して来た。どこか翳りのある千治に興味を持った亜由。そんな折、景政が経営する洋食店に、千治がアルバイトとして勤め始めた。

## 登場人物
竹下亜由（たけした あゆ）
本作の主人公。ラクロス部に所属する高校1年生。鹿児島出身だが、両親の離婚により、小6の頃からいとこの岩倉家に居候している。天真爛漫で明るい性格だが、両親に棄てられたことで心に傷を負っている。
登校中、不良に絡まれていた千治に一目惚れし、恋に落ちる。のちに千治と結婚する。カスタードが好物。
工藤千治（くどう ちはる）
亜由の住む街に引越して来た高校1年生。ややけんかっ早いところがあり、それゆえにトラブルに巻き込まれやすい。バイクで通学している。
以前住んでいた地で交際相手である久家ゆかりに間接的に大怪我を負わせてしまい、街を追い出される。現在は母親の知り合いの女性の家に住んでいる。引越して早々、亜由と恋に落ちる。好物はりんご。
料理が得意で、景政が営む洋食屋「GARO」のアルバイト店員。後に亜由と結婚。
岩倉大介（いわくら だいすけ）
ラグビー部所属の高校1年生。亜由のいとこ。亜由を好きだが、いとこであることと亜由が千治を好きであることを知っていたため、告白をして自ら身を引く。後に森永梨杏と結ばれる。両親を事故でなくしており、それがきっかけで、自身の兄である景政の元に引き取られた。
森永梨杏（もりなが りな）
亜由の小学校6年生からの親友。仲良くなったきっかけは、人付き合いがものすごく下手で孤立していた自分に、転校して間もなかった亜由が声をかけてくれたことだった。大介のことが好きで、後に結ばれる。
岩倉景政（いわくら かげまさ）
亜由のいとこで、大介の兄。そして2人の｢里親｣的存在。洋食屋「GARO」を経営している。助っ人で入った千治の料理の腕を見込んでアルバイト店員にする。
妻・英理との間に男児が1人いる。
岩倉英理（いわくら えり）
景政の妻。夫と共に洋食屋「GARO」を切り盛りする。第1話で妊娠しており、出産する。普段は穏やかだが、実家が極道であり、亜由にからんできた男を睨みつけて、退散させた事があった。
久家ユカリ（くげ ユカリ）
かつて千治と交際していた人物。やや血の気があって強引な所がある。高校3年生。
トラブルに巻き込まれた千治を匿った代わりに、無理に料理を作らせ、さらに父親が経営する洋食屋のバイトにでっち上げた。
実は洋食屋のシェフと交際しており、二股をかけてしまっていた。ゆえに千治との関係を清算しようとしたが、その際交通事故に巻き込まれてしまう。その後千治と再会、関係を清算した。実は千治と再会する直前に、亜由に会っていた。